# 张永裕
张永裕，（1967年10月—）男，汉族，中华人民共和国政治人物，福建漳浦人，1987年1月加入中国共产党，1990年8月参加工作，大学本科学历，医学学士学位。

## 生平
长期在卫生系统工作。历任福建省卫生厅医政处副处长，福建省立医院党委副书记、副院长，福建省卫生厅医政处处长，福建省卫生和计划生育委员会科技教育处处长。
2017年5月，任厦门医学院副院长。
2019年9月，任福建省卫生健康委员会党组成员、副主任。
2024年1月，任福建省计划生育协会党组书记、常务专职副会长（正厅级）。
2024年4月，因涉嫌严重违纪违法，接受福建省纪委监委纪律审查和监察调查，此时距离他升任正厅级领导干部仅仅过去了三个月。他被“双开”的时间不详。同年8月，张永裕涉嫌受贿一案，由福建省监察委员会调查终结，移送检察机关审查起诉。经福建省人民检察院交办，由泉州市人民检察院审查起诉，后者依法以涉嫌受贿罪对其作出逮捕决定。